# Шункуиш (Бихор)
Шункуиш (рум. Șuncuiș) насеље је у Румунији у округу Бихор у општини Финиш. Oпштина се налази на надморској висини од 167 m.

## Становништво
Према подацима из 2002. године у насељу је живело 893 становника.

### Попис2002.
| Расподела становништва по националности 2002.‍ | Расподела становништва по националности 2002.‍ | Расподела становништва по националности 2002.‍ | Расподела становништва по националности 2002.‍ | Расподела становништва по националности 2002.‍ |
| --------------------------------------------- | --------------------------------------------- | --------------------------------------------- | --------------------------------------------- | --------------------------------------------- |
|                                               |                                               |                                               |                                               |                                               |
| Румуни                                        | Румуни                                        |                                               | 427                                           | 48,0%                                         |
| Мађари                                        | Мађари                                        |                                               | 196                                           | 22,0%                                         |
| Роми                                          | Роми                                          |                                               | 267                                           | 30,0%                                         |